# Вольф-Вернер фон дер Шуленбург
Граф Вольф-Вернер фон дер Шуленбург (нім. Wolf-Werner Graf von der Schulenburg; 14 вересня 1899 — 14 липня 1944) — німецький офіцер, бригадефюрер СА та оберстлейтенант люфтваффе. Кавалер Лицарського хреста Залізного хреста.

## Біографія
У 1917 році вступив добровольцем в Імперську армію. Учасник Першої світової війни. Після війни демобілізований, вивчав право в Геттінгенському університеті. Після завершення навчання до 1933 року був торговцем у Берліні і Сан-Паулу.  1 листопада 1930 року вступив у НСДАП, 1 лютого 1931 року — в СА. У 1933-1936 роках — консультант Німецької імперської асоціації фізичної підготовки (DRL). З 1936 року — одночасно керівник іноземного відділу DRL, згодом очолив також головне управління і став консультантом Ганса фон Чаммера унд Остена з питань зовнішньої політики.
15 серпня 1939 року вступив у 1-й парашутний полк на посаду ординарця, з 20 травня 1941 року — у штабі полку, з 20 лютого 1942 року — командир 1-го батальйону, з 15 листопада 1943 року виконував обов'язки командира полку. З 21 квітня 1944 року — командир 13-го парашутного полку. Загинув у бою з американськими військами. 

## Звання
- Фанен-юнкер-єфрейтор (20 серпня 1917)
- Фанен-юнкер-унтерофіцер (26 вересня 1917)
- Фенріх (25 липня 1918)
- Лейтенант (1 вересня 1918)
- Оберфюрер СА
- Оберлейтенант резерву до розпорядження (1 квітня 1940)
- Гауптман до розпорядження (1 листопада 1940)
- Майор до розпорядження (1 вересня 1942)
- Бригадефюрер СА (1942)
- Оберстлейтенант до розпорядження (23 липня 1944; посмертно)

## Нагороди
- Залізний хрест 2-го класу
- Нагрудний знак «За поранення» в чорному
- Сілезький Орел 2-го і 1-го ступеня
- Почесний хрест ветерана війни з мечами
- Медаль «За вислугу років у Вермахті» 4-го класу (4 роки; 1940)
- Знак парашутиста Німеччини
- Застібка до Залізного хреста 2-го класу (23 травня 1940)
- Залізний хрест 1-го класу (23 травня 1940)
- Нагрудний знак люфтваффе «За наземний бій» (1 жовтня 1942)
- Нарукавна стрічка «Крит» (20 травня 1943)
- Лицарський хрест Залізного хреста (20 червня 1943) — вручений Ріхардом Гайдріхом. Коли Шуленбург загинув, одна з куль влучила в хрест і пробила шию.